# Ariramba-da-capoeira
Bico-d'agulha-de-testa-azulada ou ariramba-da-capoeira (nome científico: Galbula cyanescens) é uma espécie de ave galbuliforme.
Pode ser encontrada na Bolívia, Brasil e Peru. Os seus habitats naturais são: florestas de terras baixas úmidas tropicais ou subtropicais.